# Michael Kremer

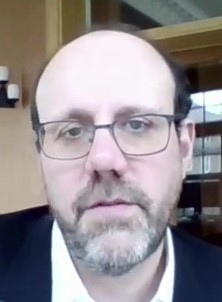
Michael Kremer (2020)

Michael Robert Kremer (* 12. November 1964 in New York City, New York) ist ein US-amerikanischer Ökonom. Er ist Professor für Wirtschaftswissenschaften an der Harvard University und Träger des Alfred-Nobel-Gedächtnispreises für Wirtschaftswissenschaften 2019.

## Leben
Kremer studierte Sozialkunde in Harvard (B.A., 1985). Von 1985 bis 1986 war er Lehrer an einer Schule im Kakamega District, Kenia, und von 1986 bis 1989 Geschäftsführer der Nichtregierungsorganisation WorldTeach. 1992 graduierte er an der Harvard University mit einem Ph.D. in Ökonomie. 1993 ging er zum Massachusetts Institute of Technology, wo er von 1998 bis 1999 Professor war.
Seit 1999 lehrt Kremer in Harvard und ist dort Gates Professor of Developing Societies an der wirtschaftswissenschaftlichen Fakultät. Er forscht zudem am National Bureau of Economic Research, an der Brookings Institution und am Center for International Development. 2010 wurde er zudem wissenschaftlicher Direktor der Development Innovation Ventures (DIV) der United States Agency for International Development (USAID).
Er ist verheiratet mit der Chefökonomin des britischen Departements für internationale Entwicklung DFID und früheren Direktorin des Abdul Latif Jameel Poverty Action Lab, Rachel Glennerster.

## Wirken
Kremers Forschungsgebiete sind Bildung und Gesundheit in Entwicklungsländern, Immigration sowie Globalisierung.

## Ehrungen
- 1997 MacArthur Fellowship
- 2005 Arrow-Preis
- 2019 Alfred-Nobel-Gedächtnispreis für Wirtschaftswissenschaften zusammen mit Esther Duflo und Abhijit Banerjee[2]
- Presidential Faculty Fellowship
- Young Global Leader by the World Economic Forum
- Scientific American: Scientific American’s 50 researchers of the year 2006

## Mitgliedschaften
- 2003 American Academy of Arts and Sciences
- 2008 Econometric Society[3]
- 2020 National Academy of Sciences

## Veröffentlichungen (Auswahl)
- Michael Kremer: The O-Ring Theory of Economic Development. In: The Quarterly Journal of Economics. Band 108, 1993, S. 551–575.
- Michael Kremer: Population Growth and Technological Change: One Million B.C. to 1990. In: The Quarterly Journal of Economics. Band 108, 1993, S. 681–716.
- William Easterly, Michael Kremer, Lant Pritchett, Lawrence Summers: Good policy or good luck? Country growth performance and temporary shocks. In: Journal of Monetary Economics. Band 32, 1993, S. 459–483.
- Olivier Blanchard & Michael Kremer: Disorganization. In: The Quarterly Journal of Economics. Band 112, 1997, S. 1091–1126.
- Edward Miguel & Michael Kremer: Worms: Identifying Impacts on Education and Health in the Presence of Treatment Externalities. In: Econometrica. Band 72, 2004, S. 159–217.
- Michael Kremer & Rachel Glennerster: Strong Medicine: Creating Incentives for Pharmaceutical Research on Neglected Diseases. Princeton University Press, 2004, ISBN 0-691-12113-3.